# Crise de 1866
La crise de 1866 est l'une des crises monétaires et financières du XIXe siècle, qui a en particulier causé la faillite d'importants agents de change sur les places de Londres et Paris.

## Histoire
Parmi les facteurs ayant contribué à cette crise qui a démarré à Londres, l'on trouve :
- un système juridique commercial britannique qui ouvre en 1862 le marché à un plus grands nombres d'acteurs moins expérimentés, les Limited liability company (sociétés à responsabilité limitée) qui prennent d'énormes risques ;
- la formation à un niveau international d'une bulle spéculative dans le secteur ferroviaire, gourmand en capitaux et aux premiers signes de ralentissement ;
- la prise de position de certaines banques et organismes de crédit et conséquemment, une plus grande pression sur la Banque d'Angleterre, entrainant une hausse en cascade des taux d’escompte en Europe.

Au début de l'année 1866, un ralentissement boursier est constaté qui bientôt se propage à travers toute l'Europe. Certains esprits chagrins commencent à réaliser leurs avoirs, et se montrer méfiant vis-à-vis de secteurs de pointe comme les chemins de fer. Par ailleurs, des tensions politiques se font jour entre l'empire d'Autriche, le Royaume de Prusse et le jeune Royaume d'Italie.
À Milan, le déclenchement de la guerre austro-prussienne en juin provoque une spéculation à la baisse sur les titres italiens. Les spectateurs de l'Europe escomptaient une prompte victoire autrichienne et l'invasion prochaine de la jeune Italie réunifiée.

### La crise à Londres[2]
Au milieu du XIXe siècle, Overend Gurney est la première maison d’escompte britannique. Mais la rentabilité déclinante de ses opérations incite ses dirigeants à diversifier l'activité de l'établissement en direction du crédit. À partir de 1859, Overend Gurney finance ainsi de très nombreux projets à travers le monde mais sans analyse sérieuse des risques et sans vérification systématique de l’existence d’actifs de garantie.
À partir de 1860, les activités de crédit d’Overent Gurney sont déficitaires et ce déficit n’est plus compensé par les profits dégagés par les activités d’escompte. En 1865 devant l’imminence d’une faillite retentissante, les associés d’Overend Gurney décident de lever 5 millions de livres sterling de capital supplémentaire. Pour ce faire, ils transfèrent le bilan de l’institution dans une nouvelle entité en la dotant du statut d’entreprise à responsabilité limitée. On estimera plus tard la valeur du portefeuille de prêts détenu par la banque au moment de cette levée de fonds à un cinquième de sa valeur nominale. Cependant, la notice à l’intention des souscripteurs à l’augmentation de capital garantit ces derniers contre les pertes éventuelles occasionnées par l’actif et le passif transférés dans la nouvelle entité.
Dans les mois qui suivent, le contexte géopolitique en Europe centrale, la crise boursière, l’effondrement des prix du coton et le niveau élevé des taux d’intérêt poussent de nombreuses entreprises à la faillite, dont plusieurs débiteurs d’Overend Gurney. Lorsque le 9 mai 1866 un tribunal britannique fait officiellement état de l’incapacité de la banque à recouvrer une créance sur la Mid-Wales Railway Company s’ensuit une panique bancaire et un retrait massif de dépôts.
Les dirigeants d’Overend Gurney font appel, en vain, à l'assistance de la Banque d’Angleterre (qu’ils avaient tenté de déstabiliser six ans plus tôt en orchestrant un retrait massif de liquidités). Le 10 mai Overend Gurney est déclaré en faillite.
La Banque d’Angleterre injecte alors massivement des liquidités pour soutenir le système financier, puisant dans ses propres réserves : celles-ci s’effondrent de 85 % en deux jours. Le vendredi 11 mai sera baptisé par le Times le « Black Friday ». Le 12 mai, le gouvernement fait voter la suspension du Bank Charter Act de 1844, ce qui a pour effet d’autoriser la Banque d’Angleterre à émettre des billets de trésorerie non gagés par son stock d’or. La mesure suffit à restaurer la confiance des marchés.
La faillite d'Overend Gurney inspirera au journaliste Walter Bagehot le livre Lombard Street: a description of the money market (1873), dans lequel il décrit et promeut le rôle de prêteur en dernier ressort joué par la Banque d'Angleterre.

### La crise à Paris

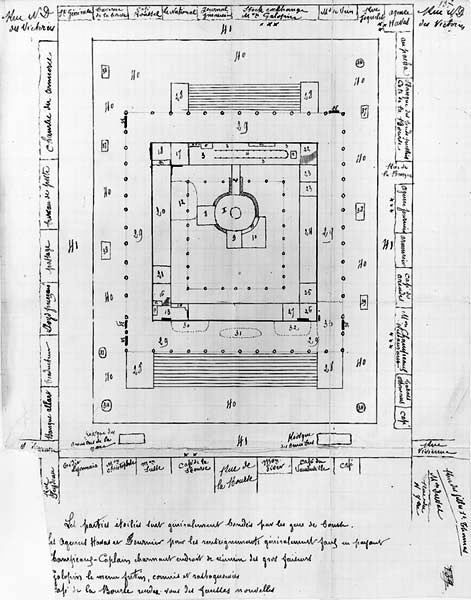
Plan de la Bourse de Paris de la main de Zola, effectué vers 1890 pour son roman L'Argent, qui relate la Crise de 1866.

À Paris, la crise prend la forme de la faillite de deux importants agent de change, Doyen et Porché, qui avait spéculé à la baisse et subi de lourdes pertes après la bataille de Sadowa, du 3 juillet 1866. Dans les jours précédents, le marché obligataire avait chuté, car il pensait que la guerre sera interminable, en raison d'une victoire autrichienne en Italie, susceptible d'empêcher l'unification de l'Italie. La victoire prussienne à Sadowa, imprévue mais très nette, renverse complètement la tendance sur les marchés obligataires, qui repartent très fortement à la hausse, après avoir été vendus à découvert: le 5 juillet 1866, le cours de l'emprunt français à 3% bondit, montant de 64,40 francs à 70 francs, soit une progression de presque 10% en une seule journée. Parallèlement, le cours de l'emprunt italien à 5% passe de 42,60 à 70, soit une progression de presque 40% en une seule séance.

### La réaction de la compagnie des agents de change
Les pertes subies par les agents de change qui avaient vendus à découvert compliquent la crise de 1866 sur la place de Paris; les agents de change Doyen et Porché se retrouvent en faillite, avec des pertes respectives de 1,38 million et 350 000 francs. La Chambre syndicale des agents de change proposa que la place les soutiennent solidairement pour éviter des faillites en cascades mais la Compagnie des agents de change s'y opposa et le sauvetage fut opérée par une souscription privée. La plupart des financiers ont respecté tous leurs engagements, en dépit des ruptures de contrats de certains spéculateurs malhonnêtes, mais leurs pertes posent à cette occasion la question du marché à terme et ses risques.
La crise financière de 1866 est décrite de façon très précise dans un chapitre entier de L'Argent, roman d'Émile Zola (1891), d'abord publié dans Gil Blas, journal satirique illustré appartenant à l'agent de change Victor Antoine Desfossés. Le lendemain de Sadowa, le marché boursier chute, car il pense que la guerre sera interminable, la victoire prussienne ayant été précédée par une victoire autrichienne en Italie, qui était censé mettre fin aux espoirs d'unification de l'Italie. Dans son roman "L'Argent", Emile Zola met en personnage fictif mais inspiré de la réalisé, le banquier Saccard, héros de l'histoire, qui s'enrichit au lendemain de Sadowa, en rachetant à la baisse des actions qui vont ensuite bénéficier de la fin rapide de la guerre.
Après la bataille de Sadowa, l'Autriche dut laisser la Prusse l'exclure de la Confédération germanique, qui devient la Confédération de l'Allemagne du Nord. Pour la Prusse, c'est la voie ouverte, quatre ans plus tard, soit beaucoup plus rapidement que prévu, à l'Unification allemande qu'elle entend piloter.